# Inquisiciones

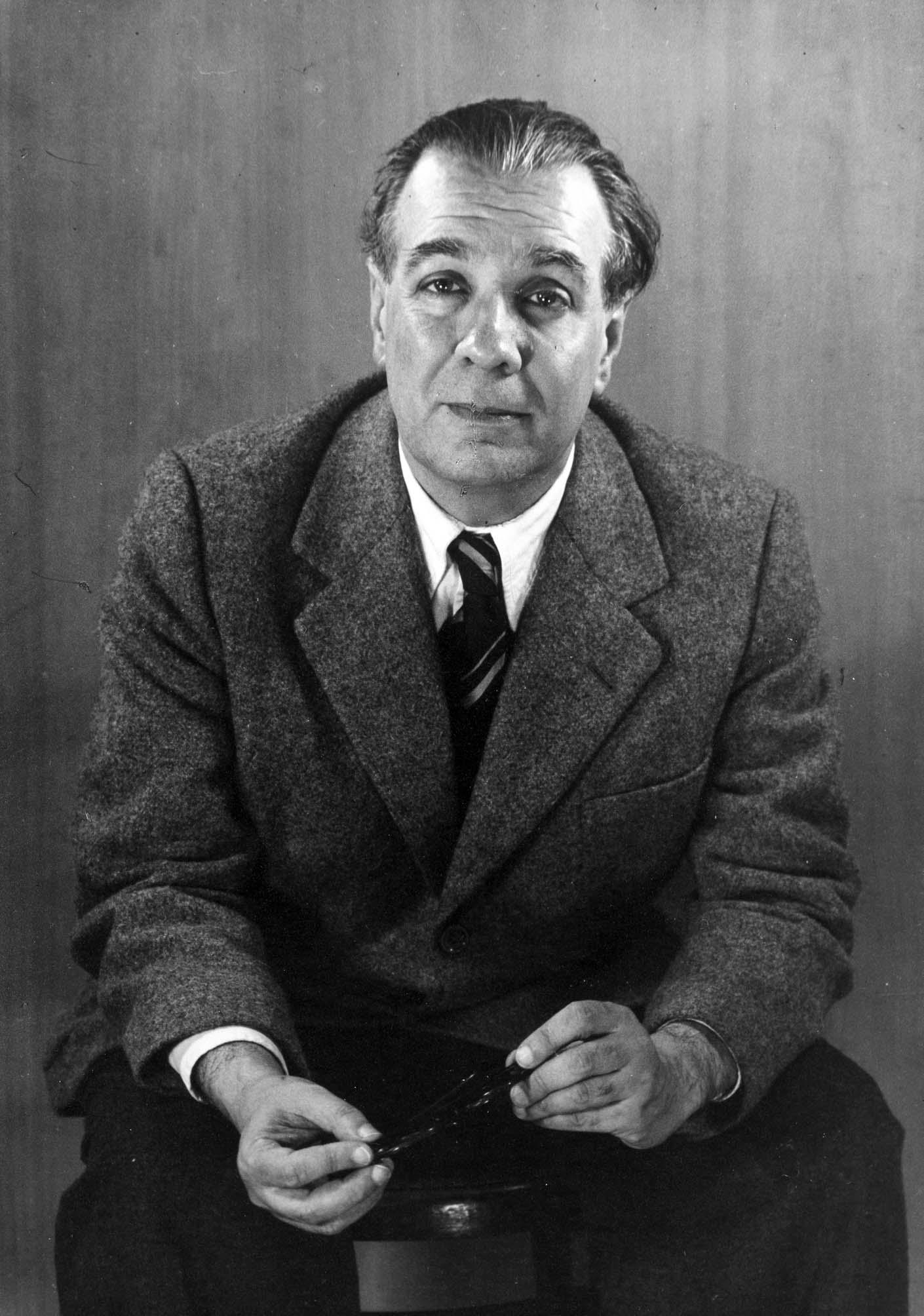
Jorge Luis Borges.

Inquisiciones es el primer libro en prosa del escritor argentino Jorge Luis Borges. Fue publicado por primera vez por Editorial Proa, en 1925, en una edición limitada de quinientos ejemplares, impresos en talleres gráficos El Inca  y no fue reeditado hasta 1994, por decisión de María Kodama, viuda de Borges.
La primera edición se imprimió en los talleres gráficos Inca de la Ciudad de Buenos Aires. La edición original estuvo compuesta de dos ejemplares sobre papel del Japón y tres ejemplares sobre papel holandés vergé y numerados del 1 al 5 y firmados por el autor y 494 ejemplares numerados del 6 al 500.
Inquisiciones no tuvo reediciones porque Borges se negó, arrepentido de lo que había escrito, y tampoco aceptó que se lo incluyera en Obras Completas, editado por Emecé, en 1974.
En el libro, Borges, muy influenciado en ese entonces por el ultraísmo (al que, más adelante, defenestró) escribe sobre la tradición hispánica, tanto clásica como contemporánea (desde Quevedo y Diego de Torres Villarroel hasta Unamuno, Julio Herrera y Reissig, Ramón Gómez de la Serna y Rafael Cansinos Assens; la cultura anglosajona (desde Sir Thomas Browne hasta James Joyce, la filosofía idealista de Berkeley) y un acercamiento a la literatura germánica con los poetas expresionistas Alfred Vagts, Wilhelm Klemm, Werner Hahn (al que tradujo al castellano),

## Contenido
El contenido de la primera edición de Inquisiciones se lista a continuación:
- "Prólogo". pág. 5-6.
- "Torres Villaroel (1693-1770)".
- "La traducción de un incidente".
- "El "Ulises" de Joyce". pág. 20-25.
- "Después de las imágenes". pág. 26-29.
- "Sir Thomas Browne". pág. 30-38.
- "Menoscabo y grandeza de Quevedo". pág. 39-45.
- "Definición de Cansinos Assens". pág. 46-50.
- "Ascasubi". pág. 51-56.
- "La criolledad en Ipuche". pág. 57-60.
- "Interpretación de Silva Valdés". pág. 61-64.
- "Examen de metáforas". pág. 65-75. 
  - Su principio (p. 65) - Su inasistencia en la lírica popular (p. 67) - Su ordenación (p. 71).
- "Norah Lange". pág. 76-78.
- Prólogo de "La calle de la tarde"
- "Buenos Aires". pág. 79-83.
- "... abreviatura de mi libro de versos y la compuse el novecientos veintiuno."
- "La Nadería de la Personalidad". pág. 84-95.
- "E. González Lanuza". pág. 96-99.
- "Acerca de Unamuno, Poeta". pág. 100-108.
- "La Encrucijada de Berkeley". pág. 109-119.
- "Acotaciones". pág. 120-130.
- "Manuel Maples Arce - Andamios interiores - México, 1922". pág. 120-123.
- "Ramón Gómez de la Serna (La sagrada cripta de Pombo)". pág. 124-126.
- "Omar Jayám y Fitz Gerald". pág. 127-130.
- "Queja de todo criollo". pág. 131-138.
- "Herrera y Reissig". pág. 139-145.
- "Acerca del expresionismo". pág. 146-152. 
  - Alfred Vogts - Werner Hahn - Wilhelm Klemm.
- •"Ejecución de tres palabras". pág. 153-159.
- "Advertencias". pág. 160.